# Flygsport
Termen Flygsport är enligt Svenska Flygsportförbundet ett samlingsnamn på åtta olika sporter och aktiviteter som i sin tur har diverse discipliner. Följande sporter samt några exempel på discipliner som utövas:
- Ballongflyg
- Fallskärm - discipliner som formation, precision och akrobatik.
- Hängflyg - Man tävlar i grenar som längst tid i luften, distans, cross-country, akrobatik.
- Konstflyg
- Modellflyg- Här hittar man nästan samtliga sporter och discipliner som finns för flygsport, fast med modellflygplan.
- Motorflyg - navigation, racing
- Segelflyg- distans, hastighet/bana
- Skärmflyg- med discipliner som akrobatik, distans, cross-country. Likt hängflyg i tävlingsmomenten.

Utöver dessa åtta räknar även det internationella flygsportförbundet, FAI, in ett antal övriga sporter som
- Microlight och Paramotor- Flyg med ultralätt utrustning som har motor.
- Rotorkraft, discipliner som navigation, precision, fender, slalom med helikoptrar och liknade farkoster.
- Diverse rekord med olika flygande farkoster, allt ifrån flygplan till rymdraketer.

Det finns även förslag på nya sporter som wingsuit flygande och racing med raketdrivna flygplan.
Ett återkommande arrangemang av FAI, har varit World Air Games, som hålls vart fjärde år i stil med olympiska spelen. Första WAG anordnades år 1997, och har sedan dess hållits regelbundet med undantag för 2011 då det uteblev.

## Tävlingsformer
Ett urval på tävlingsformer som återkommer i olika flygsporter.

### Akrobatik
Precis som namnet säger handlar det om att göra avancerade manövrar. Inom segelflyg handlar det om klassiska manövrar som looping, roll, kubaner och spinn. Inom fallskärmshoppning utövas akrobatiska manövrar ofta i grupp om flera, och i till exempel skärmflyg och hängflyg tävlas det i par där man synkroniserar sin flygning tillsammans med manövrar. Grenarna brukar vara populära publiksporter då de utövas på bestämda platser inom synhåll för publik.

### Flygtid
I sporter som hängflyg, segelflyg och skärmflyg är man beroende av termik för att stanna uppe länge, man tävlar i tid i luften, eller snabbast tid runt en bestämd bana. För modellflygare kans det vara att hålla konstruktioner i luften så länge som möjligt. Det kan vara antingen flygplan som kastas igång, eller gummibandsdrivna modellplan, men även radiostyrda skrämflygsmodeller.

### Precision
Precision handlar om noggrannhet vid landning, korrekt flygtid och andra moment där man kan mäta just noggrannhet. Grenen är populär inom fallskärmshoppning, hängflyg och skärmflyg, men utövas även av motorflygare och paramotorpiloter det handlar då om att landa på en bestämd plats med motorn avstängd.

### Sträcka
Denna gren utövas främst inom flygsporter utan motor. Man flyger en bana så långt man kan, banorna utformas så att man måste ta höjd för att klara sig hela sträckan, samtidigt som målet är att komma fram snabbast.

## Galleri

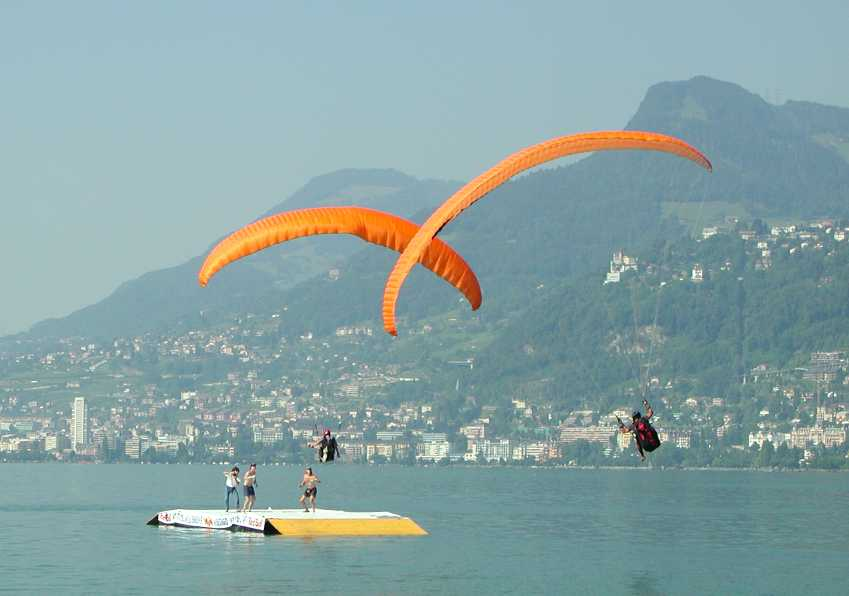
Par-akrobatik i skärmflyg.
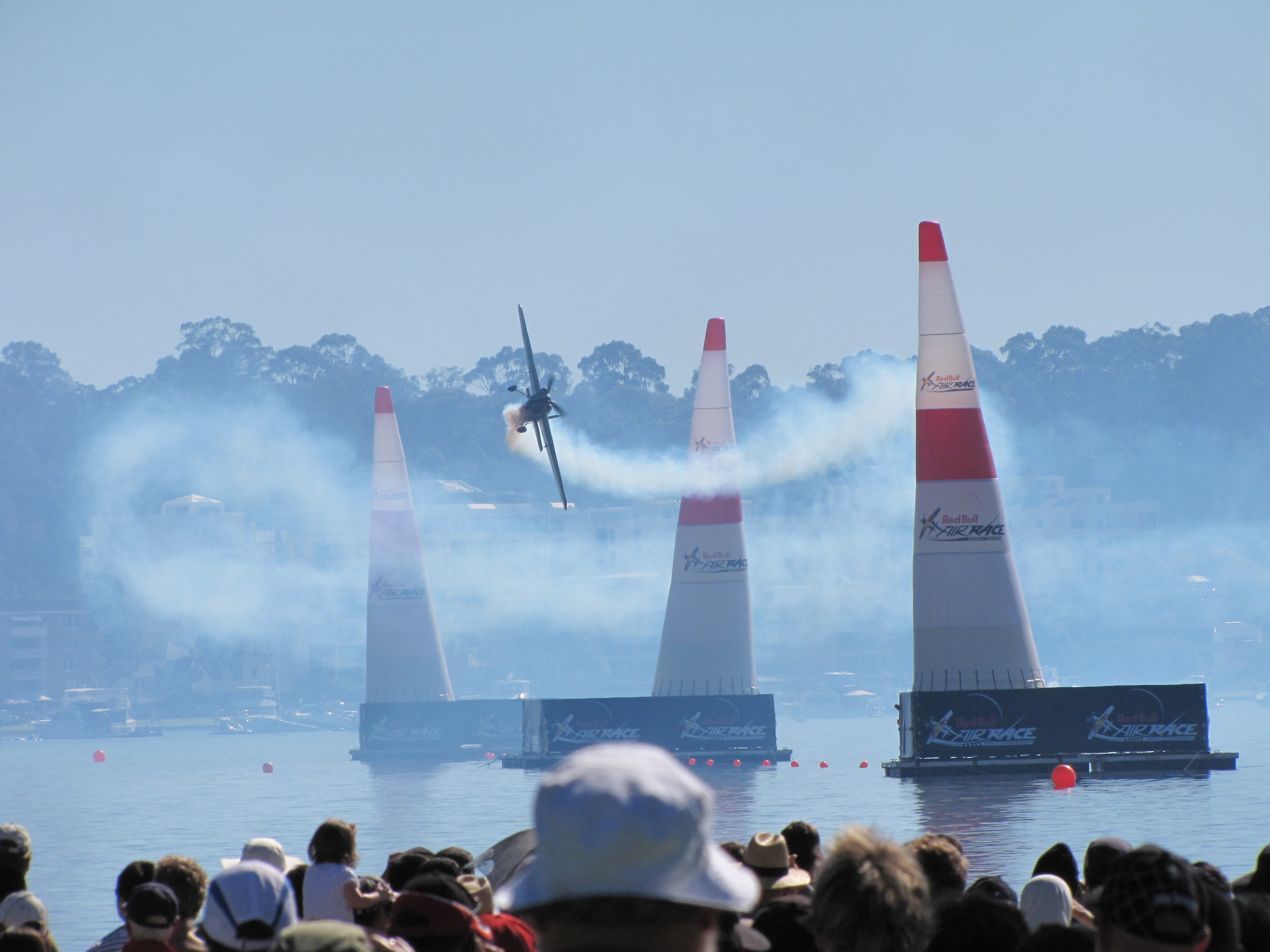
Race mellan pyloner.
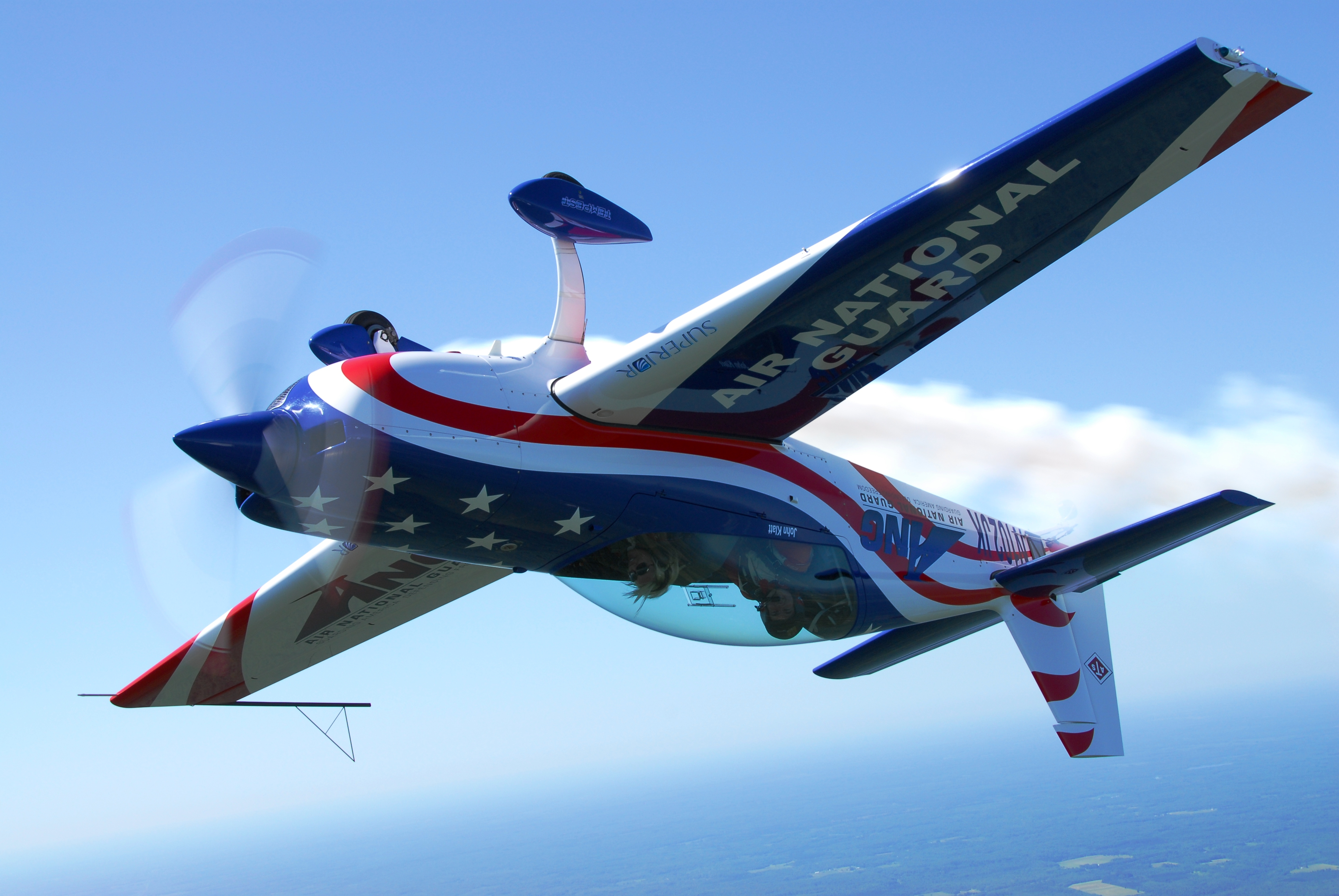
Akrobatik med motordrivet flygplan.
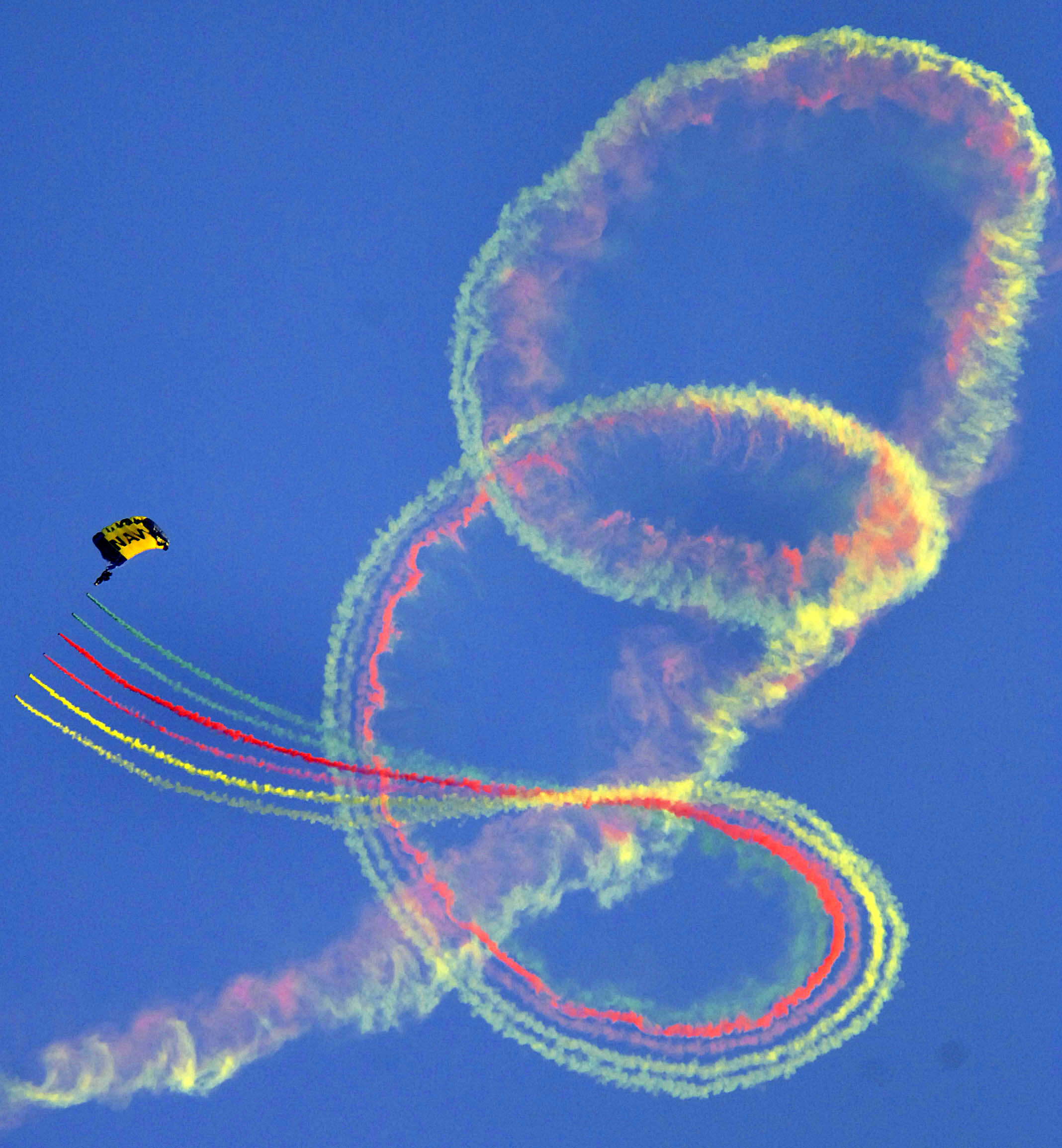
Fallskärms acro under Xgames
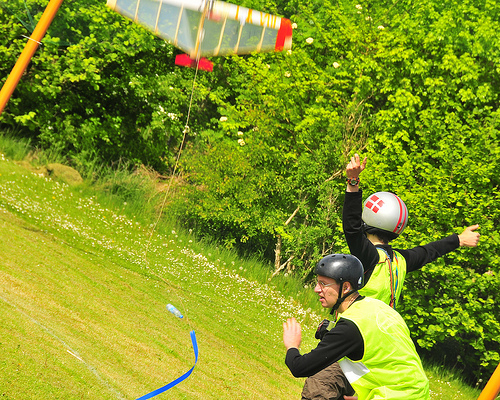
CL Combat, en gren där man ska kapa en "svans" på motståndarens radiostyrda flygplan.